# Фронт Ал Нусра
Фронт Ал Нусра или Џабхат Ал Нусра, пуним именом Џабхат Ал Нусра ил ал ел Шам (арап.  — „Фронт подршке за народ Леванта”), скраћено JN или JaN, је била огранак Ал Каиде у Сирији. Група је објавила своје оснивање 23. јануара 2012. у време Сиријског грађанског рата. Описана је као „најагресивнија и најуспешније оружје побуњеничке силе”. Група је дефинисана као терористичка организација од стране Уједињених нација у мају 2013. и САД у децембру 2012. године. Вођа Ал Нусре је Абу Мухамед ал Џулани. Група је све до почетка 2014. године била у блиским односима са тзв. Исламском Државом Ирака и Сирије али њихови односи захлађују након што се Исламска Држава одваја од Ал Каиде и проглашава свој Калифат. Ал Нусра фронт је у једном тренутку ступила у оружани сукоб са Исламском Државом међутим њихов финансијер Ал Каида се успротивила томе са ставом да Исламска Држава неће добити признање али може очекивати подршку Ал Каиде тј. група које су повезане са њом.
Група је почетком 2017. године бројала око 20.000 припадника. Ал Нусра често сарађује заједно са такозваном Слободном сиријском армијом у борби против Сиријске војске. Одговорна је за низ терористичких дела и ратних злочина који су се догодили у Сирији за време грађанског рата. Фронт Ал Нусра 24. марта 2015. посредством саудијског верског вође Абдулаха ал Мухаисинија, заједно са још неколико салафистичких група оснива савез под именом Војска освајања.
Фронт Ал Нусра је током 2016. прогласио раскид веза са Ал Каидом и променио име у Џабхат Фатех ал Шам међутим ова група је у свету и даље остала призната као терористичка организација. Коначно 28. јануара 2017. ова група се уједињује са другим салафистичким групама и формира Тахрир ал Шам.

## Историја
Абу Мухамед ал Џулани, вођа Ал Нусре је био припадник групе Исламске Државе Ирака, а септембра 2011. године је послат у Сирију од стране Ебу Бекр ел Багдадија како би основао њихову испоставу у тој земљи. Џулани је добио новац, оружје и подршку од ел Багдадија и започео регрутовање, а 23. јануара 2011. године проглашава формирање фронта Џабхат ал Нусра који убрзо прераста у једну од најјачих побуњеничких групација у Сиријском рату.
Ебу Бекр ел Багдади је 8. априла 2013. објавио уједињење Ал Нусре и Исламске Државе Ирака у заједничку Исламску Државу Ирака и Леванта, међутим Џулани је негирао ово уједињење и тврдио да он и његово руководство нису упознати с тим. Ал Џазира је објавила писмо вође Ал Каиде Ајмана ел Завахрија који се успротивио уједињењу и позвао обе групе на смиривање тензија али Ебу Бекр ел Багдади је одбио наређење и наставио да захтева уједињење.
Ајман ел Завахри је октобра 2013. наредио прекид делатности Исламске Државе у Леванту чиме би Ал Нусра и друге групе повезане са Ал Каидом преузеле све њихове територије у Сирији међутим Ал Багдади одбија и његова група наставља деловање на територији Сирије. Фебруара 2014. године, након осам месеци тензија, Ал Каида се јавно одрекла Исламске Државе док је Абу Мухамед ал Џулани потврдио верност Ал Каиди и њеном вођи Ајману ал Завахрију.
Ал Нусра је описана као домаћа група која се бори за свргавање председника Асада и успостављање исламистичког емирата у Леванту док је ИД више усмерена на успостављању глобалног калифата.
Ал Нусра је након тога повремено ступала у сукоб са Исламском Државом али су у неким биткама заједно сарађивали у борби против Сиријске војске.
Ал Нусра је јуна 2016. прогласила раскид веза са Ал Каидом и променила име у Џабхат Фатех ал Шам.
Октобра 2016. ступа у сукоб са другим побуњеничким групама како би заштитила групу Џунд ал Акса која је настала из Ал Нусре, две групе се уједињују октобра али већ 23. јануара 2017. се разједињују. Џабхат Фатех ал Шам 28. јануара 2017. улази у састав Тахрир ал Шам.

## Галерија
- Застава Ал Нусре коришћена до јуна 2016.